# 澳門基督教新教機構列表

## 聯會組織
- 澳門基督教聯會
- 澳門浸信聯會
- 宣道堂港澳區會
- 基督教宣道會澳門聯會
- 香港聖公會澳門傳道地區

## 教會機構
- 澳門中國信徒佈道會 （页面存档备份，存于）
- 澳門中華福音使命團
- 世界華福會澳門區委會
- 世界福音動員會澳門分會
- 國度事奉中心
- 浸信西差會
- 基督徒文字協會
- 基督徒音樂協會
- 澳大基督徒團契
- 澳門青年歸主協會
- 澳門基甸會
- 澳門學園傳道會
- 澳門讀經會
- 澳門萬國兒童佈道團
- 國際路德會澳門協會

## 服務團體

### 戒毒服務
- 青年挑戰戒毒中心
- 應許之家
- 基督教新生命團契 （页面存档备份，存于）
- 重光之家

### 青少年服務
- 澳門基督教青年會 （页面存档备份，存于）
- 澳門基督教青年會青洲中心
- 城宣拉撒路青少年中心
- 聖公會澳門社會服務處 （页面存档备份，存于）
- 宣道會台山學生中心
- 懷佐會台山學生中心

### 兒童服務
- 希望之泉
- 希望之源
- 恩慈院兒童之家
- 國際傳教證道會托兒所

### 醫療服務
- 協同醫務所
- 協安中心
- 澳門醫療事工協會

### 社會關懷
- 世界宣明會澳門分會
- 基督教神愛社會服務中心
- 聖公會澳門社會服務處 （页面存档备份，存于）
- 循道衛理服務中心

### 其他
- 基督教福音站
- 澳門工商基督徒協會
- 澳門工業福音團契
- 澳門基督教監獄事工協會
- 中佈會澳門恩慈堂培訓中心
- 磐泉研社

## 教育團體
- 澳門聖經學院 （页面存档备份，存于）
- 澳門中澳聖經學院
- 澳門基層門訓中心
- 澳宣培訓中心
- 播道成人教育中心 （页面存档备份，存于）
- 協基會英語文化交流中心
- 下環浸信學校 （页面存档备份，存于）
- 沙梨頭浸信學校
- 澳門浸信中學 （页面存档备份，存于）
- 澳門浸信中學(分校)
- 澳門培正中學 （页面存档备份，存于）
- 澳門蔡高中學(中學部)
- 澳門蔡高中學(小學部)
- 協同特殊教育學校 （页面存档备份，存于）
- 宣信教育中心

## 教會書店
- 浸信會書局
- 耶路撒冷之城